# Sáo đá má trắng

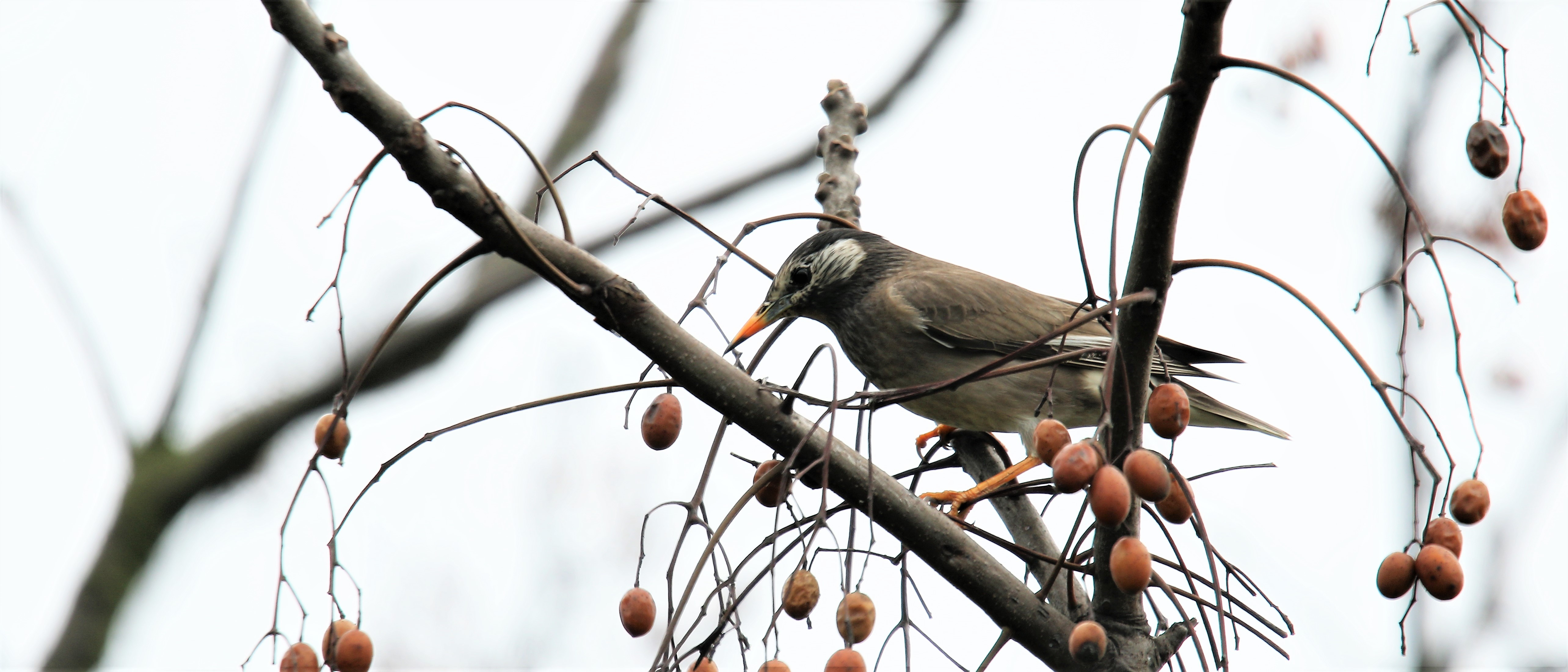
Sáo đá má trắng chụp tại Hà nội

Sáo đá má trắng hay sáo đá xám (danh pháp khoa học: Spodiopsar cineraceus) là một loài chim trong họ Sturnidae.